# God Must Have Spent a Little More Time on You
«(God Must Have Spent) A Little More Time on You» es una canción y sencillo lanzado por 'N Sync de su álbum homónimo. Mientras que los sencillos anteriores fueron lanzados en Europa, éste no lo fue, y fue listado en Estados Unidos y Australia, llegando al número 8 y al número 46, respectivamente. 

## Versión Alabama
En 1999, 'N Sync grabó la canción con la banda Alabama, quién también estaba grabando en el sello RCA en ese tiempo. Lanzada a inicios de 1999, esta versión estuvo en listas separadas de la original. Llegó al número 3 en Billboard y al número 29 en Billboard Hot 100.
La canción más tarde fue incluida como B-side en el siguiente sencillo de Alabama, "Small Stuff."

## Listado

### Sencillo Estados Unidos 1
1. (God Must Have Spent) A Little More Time On You - Single Version
2. (God Must Have Spent) A Little More Time On You - Remix
3. Sailing - Live Version
4. (God Must Have Spent) A Little More Time On You - Video

### Sencillo Country
1. (God Must Have Spent) A Little More Time On You - Single Version
2. «Sad Lookin' Moon»

## Vídeo musical
El vídeo fue dirigido por Lionel C. Martin.

## Remixes y otras versiones
- «God Must Have Spent A Little More Time On You» [Álbum Versión] 4:42
- «God Must Have Spent A Little More Time On You» [Radio Mix] 4:03
- «God Must Have Spent A Little More Time On You» [R&B Remix] 3:21
- «God Must Have Spent A Little More Time On You» [Country Single  Version] 3:20 with Alabama
- «God Must Have Spent A Little Less Time On You» By Toxic Audio
- «God Must've Spent» cover por Cady Groves en la compilación de 2010 "Rockin Romance II" 4:23

## Posicionamiento

### 'N Sync
| Listas (1998)                                | Posición |
| -------------------------------------------- | -------- |
| Australian Singles Chart                     | 46       |
| U.S. Billboard Hot 100                       | 8        |
| U.S. Billboard Hot Adult Contemporary Tracks | 2        |
| U.S. Billboard Mainstream Top 40             | 5        |
| Canadian RPM Top Singles                     | 3        |

### Alabama con 'N Sync
| Listas (1999)                               | Posición |
| ------------------------------------------- | -------- |
| U.S. Billboard Hot 100                      | 29       |
| U.S. Billboard Hot Country Singles & Tracks | 3        |
| Canadian RPM Country Tracks                 | 1        |